# Toyota Prius Plug-In Hybrid
O Prius Plug-In Hybrid é um automóvel híbrido plug-in (PHEV) produzido pela Toyota lançado no mercado Japonês em janeiro de 2012, nos Estados Unidos em fevereiro, e na Europa em junho de 2012.
O Prius PHEV está baseado no Toyota Prius de terceira geração (model ZVW30) e utiliza baterias de íon lítio de 5.2 kWh co-desenvolvidas com a Panasonic, o que permitirá uma operação em modo exclusivamente elétrico a velocidades maiores e até maiores distancias que um Prius convencional. O Prius plug-in tem um alcance em modo 100% elétrico de 14,5 mi (23 km) com velocidade até 62 mph (100 km/h).  As baterias de iões de lítio podem ser recarregadas em 180 minutos em tomada de 100 volt ou em 100 minutos a 200 volt. O Prius plug-in tem uma economia de combustível de 134 mpg (57 km/litro) considerando uma eficiência calculada com 43,6 % de operação em modo elétrico (EV), e emisões de CO2 de 41 g/km. A economia de combustível operando como híbrido gasolina-elétrico, como um Prius convencional, é de 72 mpg  (30 km/litro) com emisões de CO2 de 76 g/km.
Um programa de demonstração global envolvendo 500 automóveis de prova (pre-produção) foi lançado ao final de 2009 e início de 2010 no Japão, Europa, e nos Estados Unidos. Até outubro de 2012, as vendas globais do Prius PHVs atingiram mais de 21.600 unidades, con 9.623 vendidas nos Estados Unidos, seguido do Japão com 9.500 unidades e a Europa com mais de 2.400 unidades.
Esse modelo utiliza o mesmo sistema de transmissão continuamente variável controlado eletronicamente (Câmbio e-CVT) que é empregado nos outros modelos Prius.